# Dobromir
Dobromir là một xã ở hạt Constanţa, România. Đô thị này gồm 6 làng:
- Dobromir (tên lịch sử: Dobromir-Vale, Dobromiru din Vale)
- Cetatea (tên lịch sử: Asârlâc, tiếng Thổ Nhĩ Kỳ: Asırlık)
- Dobromir Deal
- Lespezi (tên lịch sử: Techechioi, tiếng Thổ Nhĩ Kỳ: Tekeköy)
- Pădureni (tên lịch sử: Nastradin)
- Văleni (tên lịch sử: Enisenlia, Enişelia, Eniselia, Valea Rea, tiếng Thổ Nhĩ Kỳ: Yenişenli)